# 1058
Évszázadok: 10. század – 11. század – 12. század
Évtizedek: 1000-es évek – 1010-es évek – 1020-as évek – 1030-as évek – 1040-es évek – 1050-es évek – 1060-as évek – 1070-es évek – 1080-as évek – 1090-es évek – 1100-as évek
Évek: 1053 – 1054 – 1055 – 1056 –  1057 – 1058 – 1059 – 1060 – 1061 – 1062 – 1063

## Események

### Határozott dátumú események
- március 17. – Lulach skót király elesik az ellenfelével, Malcolm Canmore-ral vívott csatában, aki III. Malcolm néven követi őt a trónon. (Ezzel véget ér a Dunkfeld-ház uralkodása és elkezdődik a Alpin-ház uralmának korszaka. III. Malcolm 1093-ig uralkodik.)
- április 5. – A római nemesség Velletri püspökét, Jánost választják pápának, aki felbeszi a X. Benedek nevet.[1]
- december 6. – A reformpárti kardinálisok nem ismerik el pápának X. Benedeket, és a Lotharingiából származó Gerhardot választják meg, aki II. Miklós néven uralkodik.[2]

### Határozatlan dátumú események
- II. Boleszláv lengyel király trónra lépése.
- A varaville-i csata.
- Elkezdődik a parmai székesegyház építése.
- András elfoglalja a veszprémi püspöki széket.[3]

## Születések
- május 12. – Szünadéné avagy Szidónia magyar királyné, I. Géza magyar király felesége († 1095)

Bizonytalan dátum
- Muhammad ibn Muhammad al-Gazáli, arab nyelvű perzsiai (Horászán tartomány, ma Irán) muszlim teológus és filozófus, a szúfizmus alapeszméinek egyik kidolgozója († 1111)
- I. Balduin avagy Baudouin de Boulogne francia nemes, keresztes lovag, Edessza grófja, 1100–1118 között Jeruzsálem királya († 1118)
- I. Olaf avagy I. Olaf Svensson vagy Éhes Olaf, Dánia királya († 1095)
- I. Bohemund antiochiai fejedelem, tarantói herceg és Antiochia fejedelme volt az első keresztes hadjárat egyik vezetője († 1111)
- I. Odo, Burgundia hercege († 1103)

## Halálozások
- március 17. – Lulach skót király (* 1032 körül)
- március 29. – IX. (X.) István pápa (* 1020 körül)
- I. Kázmér lengyel fejedelem (* 1016)